# Eduardo Borges
Eduardo Mello Borges (14 ottobre 1986) è un giocatore di calcio a 5 brasiliano naturalizzato azero.

## Carriera
Agli europei del 2016 segna un gol contro la Republica Ceca durante la fase a gironi. Il 16 gennaio 2022 viene incluso nella lista definitiva dei convocati dell'Azerbaigian per il campionato europeo 2022.